# Демаркаційна лінія (фільм, 1966)
«Демаркаційна лінія» (фр. La Ligne de démarcation) — французько-італійський воєнний фільм 1966 року режисера Клода Шаброля, екранізація за однойменним романом Гільберта Рено — «полковника Ремі», колишнього бійця опору Вільні сили Франції.

Лінія розмежування розділяла вільну і окуповану зони

## Сюжет
Фільм розповідає про події в окупованій німцями частині території Франції, в селі над річкою, що є лінією кордону з Францією Віші. Граф П'єр де Дамвіль (Моріс Роне) — капітан французької армії, який був поранений у 1940 році та перебував у німецькому полоні, звільнений німцями і повертається до свого маєтку на окупованій німцями території. Він змирився з тим, що йому доведеться терпіти присутність німців, але його дружина Мері (Джин Сіберг), англійка, допомагає переправити через лінію розмежування двох десантників: англійського секретного агента і агента Вільної Франції.

## Ролі виконують
- Джин Сіберг — Мері де Дамвіль, англійська графиня
- Моріс Роне[fr] — П'єр, граф де Дамвіль, чоловік Мері
- Данієль Желен[fr] — лікар Ляфає
- Райнгард Кольдегоф[fr] — майор фон Прітш
- Маріо Давід[fr] — Урбен, єгер графа де Дамвіля
- Жан Янн — пан Трико, вчитель
- Жак Перрен —  Мішель, радіопарашутист
- Стефан Одран — дружина доктора Ляфає
- Ноель Рокевер —  Ежен Менетру, власник бістро, ветеран
- Родже Дюма[fr] — Шеті
- Клод Беррі — Клод, голова єврейської родини

## Навколо фільму
- Це перший фільм Клода Шаброля, дія якого відбувається під час Другої світової війни. Його наступними воєнними фільмами були: «Чужа кров»[fr] (1984), «Жіноча справа» (1988) і документальний фільм «Око Віші»[fr] (L'Œil de Vichy,1993).
- Фільмування відбувалося в місті Долі, що в департаменті Жура, починаючи з 31 січня 1966 року, і тривало 7 тижнів.[3]